# گروه جی‌اف‌اچ
گروه جی‌اف‌اچ (انگلیسی: GFH Financial Group) شرکت خدمات مالی و بانکداری بحرینی است، که در سال ۱۹۹۹ تأسیس شد.